# Ducat de Hamilton

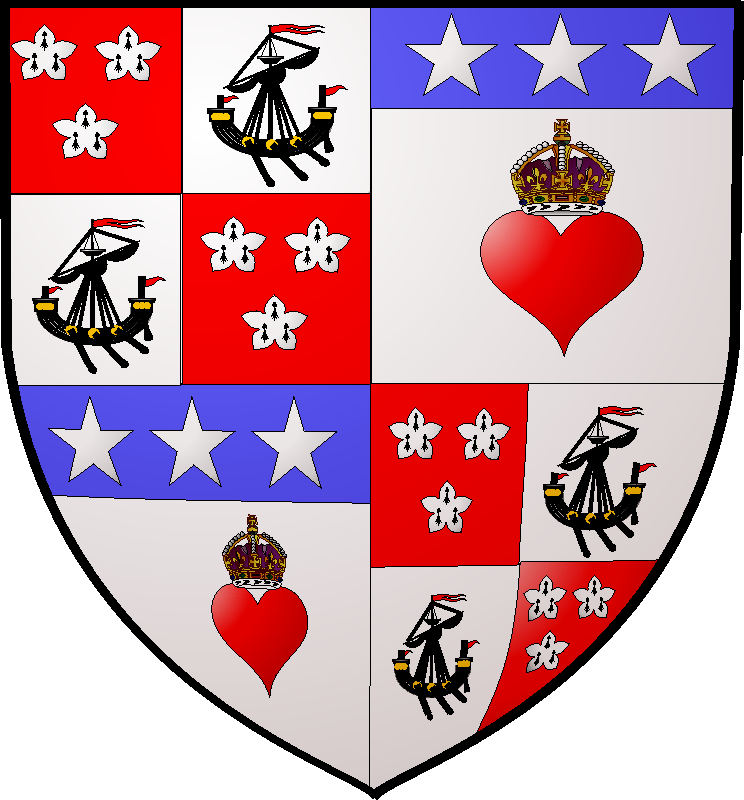
Escut d'armes del Duc de Hamilton

Duc de Hamilton, Duke of Hamilton és un títol en el Peerage of Scotland, creat l'any 1643. El cognom de la família ducal, originàriament "Hamilton", ésactualment "Douglas-Hamilton". Des de 1711, aquest ducat s'ha mantingut junt amb el ducat de Brandon en el Peerage of Great Britain, i els ducs des d'aleshores porten el títol de Duke of Hamilton and Brandon.

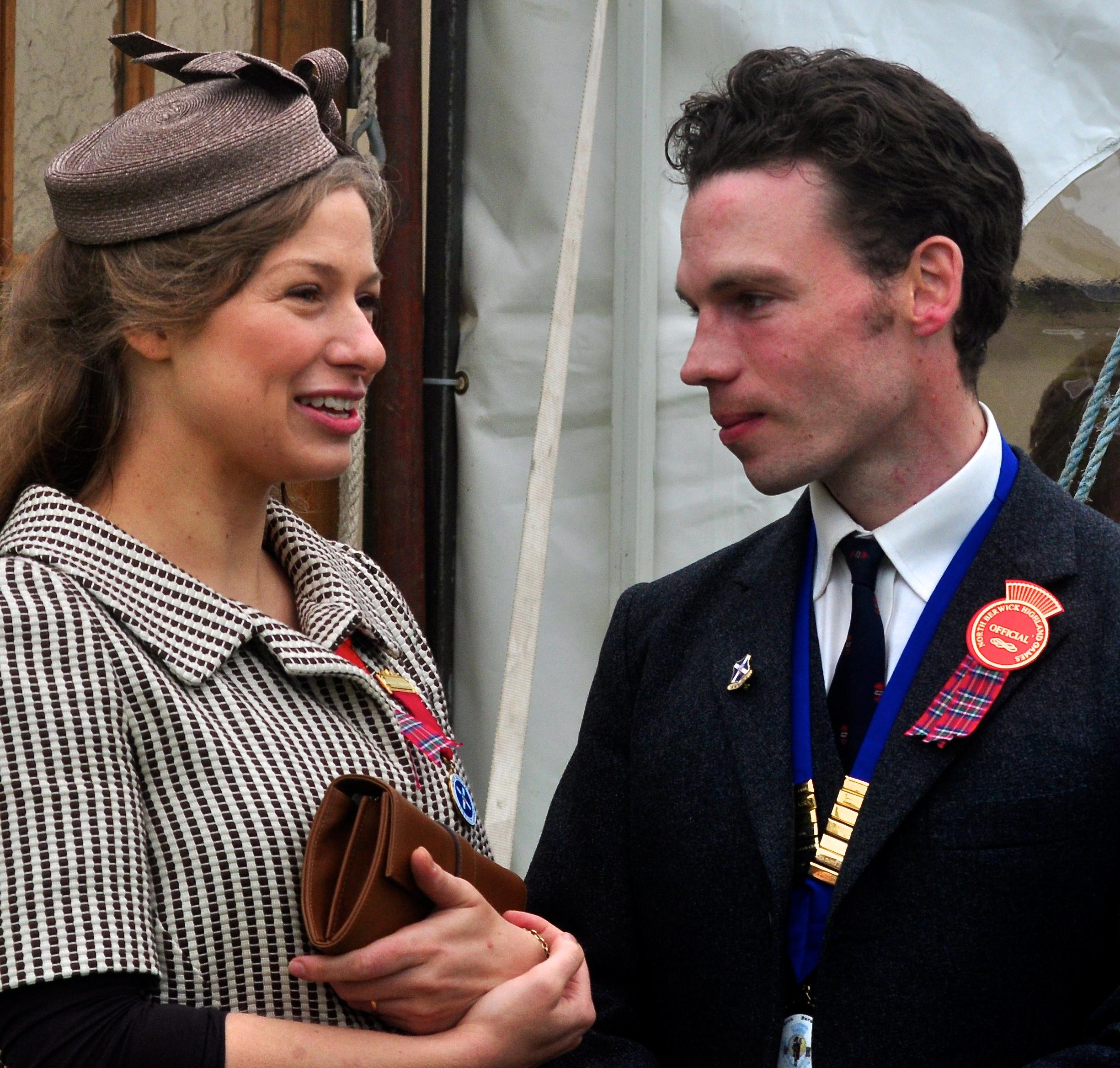
Alexander Douglas-Hamilton, 16th Duke of Hamilton i la seva esposa Sophie, Duchess of Hamilton

Escut d'armes indiferenciades del cap de Hamilton fins 1503